# Fernando Ricksen
Fernando Ricksen (Heerlen, Limburgo, 27 de julio de 1976-Airdrie, North Lanarkshire, 18 de septiembre de 2019) fue un futbolista neerlandés que jugó de defensa. Su último equipo fue el Fortuna Sittard de los Países Bajos.

## Trayectoria
Después de cuatro años en el Fortuna Sittard, fichó por el AZ Alkmaar en el que estuvo durante tres años antes de ir a Escocia a jugar en el Glasgow Rangers en que jugó desde el año 2000 (el traspaso fue de 3.6 millones de libras) hasta 2006. En la temporada 2007 fue cedido al FC Zenit San Petersburgo y jugó siete partidos antes de ser fichado para la siguiente temporada.

## Selección nacional
Fue internacional con la selección de fútbol de los Países Bajos en 12 ocasiones en las que no marcó ningún gol.

## Clubes
| Club                     | País         | Año       |
| ------------------------ | ------------ | --------- |
| Fortuna Sittard          | Países Bajos | 1993-1997 |
| AZ Alkmaar               | Países Bajos | 1997-2000 |
| Rangers                  | Escocia      | 2000-2006 |
| FC Zenit San Petersburgo | Rusia        | 2006-2009 |
| Fortuna Sittard          | Países Bajos | 2010-2013 |

## Palmarés

### Campeonatos nacionales
| Título                     | Club                     | País         | Año  |
| -------------------------- | ------------------------ | ------------ | ---- |
| Eerste Divisie             | Fortuna Sittard          | Países Bajos | 1995 |
| Eerste Divisie             | AZ Alkmaar               | Países Bajos | 1998 |
| Copa de la Liga de Escocia | Glasgow Rangers          | Escocia      | 2002 |
| Copa de Escocia            | Glasgow Rangers          | Escocia      | 2002 |
| Copa de la Liga de Escocia | Glasgow Rangers          | Escocia      | 2003 |
| Copa de Escocia            | Glasgow Rangers          | Escocia      | 2003 |
| Premier League de Escocia  | Glasgow Rangers          | Escocia      | 2003 |
| Premier League de Escocia  | Glasgow Rangers          | Escocia      | 2005 |
| Copa de la Liga de Escocia | Glasgow Rangers          | Escocia      | 2005 |
| Liga Premier de Rusia      | FC Zenit San Petersburgo | Rusia        | 2007 |
| Supercopa de Rusia         | FC Zenit San Petersburgo | Rusia        | 2008 |

### Copas internacionales
| Título              | Club                     | País  | Año  |
| ------------------- | ------------------------ | ----- | ---- |
| Copa de la UEFA     | FC Zenit San Petersburgo | Rusia | 2008 |
| Supercopa de Europa | FC Zenit San Petersburgo | Rusia | 2008 |

## Enfermedad
En octubre de 2013, Ricksen reveló que fue diagnosticado con esclerosis lateral amiotrófica de forma terminal falleciendo el 18 de septiembre de 2019.